# Gynoplistia siebersi
Gynoplistia siebersi är en tvåvingeart som beskrevs av Edwards 1927. Gynoplistia siebersi ingår i släktet Gynoplistia och familjen småharkrankar. Inga underarter finns listade i Catalogue of Life.